# Hípica als Jocs Olímpics d'estiu de 2020
L'hípica és un dels esports que es disputaren als Jocs Olímpics d'Estiu de 2020, realitzats a la ciutat de Tòquio, Japó. Es disputaren sis proves d'hípica. Programat inicialment pel 2020, els Jocs es van ajornar per la pandèmia de COVID-19 i es van reprogramar pel 2021.

## Qualificació
En hípica hi ha una quota de 200 participants, que es van dividir entre les tres disciplines (75 per a Salts d'obstacles, 65 per al Concurs complet i 60 per a doma clàssica). Els equips de cada disciplina estaven formats per tres parelles de cavalls i genets. Tot Comitè Olímpic que classifiqués un equip (20 equips per a salts i 15 per al concurs complet i doma) també va rebre 3 inscripcions per a la competició individual per a aquesta disciplina. Els Comitès Olímpics que no classifiquessin els equips podrien aconseguir una plaça individual en doma i salt i fins a dos llocs individuals en esdeveniments, per un total de 15 entrades en salt i doma i 20 en esdeveniments. Els equips es classifiquen principalment mitjançant competicions específiques (campionats del mon i torneigs continentals). El Japó, com a país amfitrió, va classificar automàticament un equip en cada disciplina.

## Calendari
Totes les hores són en l'hora local japonesa (UTC+9).
| Dia    | Data                           | Inici | Final | Prova                        | Fase                                    |
| ------ | ------------------------------ | ----- | ----- | ---------------------------- | --------------------------------------- |
| Dia 1  | Dissabte 24 de juliol de 2021  | 17:00 | 22:00 | Doma clàssica individual     | Gran Premi de Doma, dia 1               |
| Dia 1  | Dissabte 24 de juliol de 2021  | 17:00 | 22:00 | Doma clàssica per equips     | Gran Premi de Doma, dia 1               |
| Dia 2  | Diumenge 25 de juliol de 2021  | 17:00 | 22:00 | Doma clàssica individual     | Gran Premi de Doma, dia 2               |
| Dia 2  | Diumenge 25 de juliol de 2021  | 17:00 | 22:00 | Doma clàssica per equips     | Gran Premi de Doma, dia 2               |
| Dia 4  | Dimarts 27 de juliol de 2021   | 17:30 | 22:40 | Doma clàssica per equips     | Gran Premi Especial de Doma per equips  |
| Day 5  | Dimecres 28 de juliol de 2021  | 17:30 | 21:25 | Doma clàssica individual     | Gran Premi Freestyle de Doma Individual |
| Dia 7  | Divendres 30 de juliol de 2021 | 8:00  | 11:10 | Concurs complet individual   | Doma, dia 1 - sessió 1                  |
| Dia 7  | Divendres 30 de juliol de 2021 | 8:00  | 11:10 | Concurs complet per equips   | Doma, dia 1 - sessió 1                  |
| Dia 7  | Divendres 30 de juliol de 2021 | 17:30 | 20:55 | Concurs complet individual   | Doma, dia 1 - sessió 2                  |
| Dia 7  | Divendres 30 de juliol de 2021 | 17:30 | 20:55 | Concurs complet per equips   | Doma, dia 1 - sessió 2                  |
| Dia 8  | Dissabte 31 de juliol de 2021  | 8:00  | 11:10 | Concurs complet individual   | Doma, dia 2 - sessió 3                  |
| Dia 8  | Dissabte 31 de juliol de 2021  | 8:00  | 11:10 | Concurs complet per equips   | Doma, dia 2 - sessió 3                  |
| Day 9  | Diumenge 1 d'agost de 2021     | 8:30  | 11:55 | Concurs complet individual   | Cross Country                           |
| Day 9  | Diumenge 1 d'agost de 2021     | 8:30  | 11:55 | Concurs complet per equips   | Cross Country                           |
| Dia 10 | Dilluns 2 d'agost de 2021      | 17:00 | 22:25 | Concurs complet individual   | Salts                                   |
| Dia 10 | Dilluns 2 d'agost de 2021      | 17:00 | 22:25 | Concurs complet per equips   | Salts                                   |
| Dia 11 | Dimarts 3 d'agost de 2021      | 19:00 | 22:45 | Salts d'obstacles individual | Qualificació de salts Individual        |
| Dia 12 | Dimecres 4 d'agost de 2021     | 19:00 | 21:40 | Salts d'obstacles individual | Final de salts Individual               |
| Dia 14 | Divendres 6 d'agost de 2021    | 19:00 | 22:05 | Salts d'obstacles per equips | Qualificació de salts per equips        |
| Dia 15 | Dissabte 7 d'agost de 2021     | 19:00 | 21:20 | Salts d'obstacles per equips | Final de salts per equips               |

## Participants
50 nacions s'han classificat. Estònia, Israel, Letònia, Luxemburg, Singapur i Sri Lanka faran el seu debut olímpics en proves eqüestres.
- Alemanya (9)
- Argentina (3)
- Austràlia (9)
- Àustria (5)
- Belarús (2)
- Bèlgica (7)
- Brasil (7)
- Canadà (6)
- Colòmbia (1)
- Corea del Sud (1)
- Dinamarca (5)
- Equador (1)
- Egipte (3)
- Espanya (5)
- Estats Units (9)
- Estònia (1)
- Finlàndia (1)
- França (9)
- Hong Kong (1)
- Índia (1)
- Irlanda (7)
- Israel (3)
- Itàlia (5)
- Japó (9)
- Jordània (1)
- Letònia (1)
- Luxemburg (1)
- Marroc (4)
- Mèxic (4)
- Nova Zelanda (6)
- Noruega (1)
- Països Baixos (8)
- Polònia (3)
- Portugal (4)
- Puerto Rico (1)
- Regne Unit (9)
- República Dominicana (2)
- R.P. de la Xina (6)
- ROC (5)
- Singapur  (1)
- Síria (1)
- Sri Lanka (1)
- Sud-àfrica (2)
- Suècia (9)
- Suïssa (7)
- Txèquia (5)
- Tailàndia (3)
- Ucraïna (2)
- Xile (2)
- Xina Taipei (1)

## Resum de medalles
| Prova                                | Or | Argent | Bronze |
| Doma clàssica individual detalls     | Jessica von Bredow-Werndl · amb Dalera (GER)                                                                           | Isabell Werth · amb Bella Rose (GER)                                                                                             | Charlotte Dujardin · amb Gio (GBR)                                                                                       |
| Doma clàssica per equips detalls     | AlemanyaJessica von Bredow-Werndl · amb Dalera · Dorothee Schneider · amb Showtime · Isabell Werth · amb Bella Rose    | Estats UnitsSabine Schut-Kery · amb Sanceo · Adrienne Lyle · amb Salvino · Steffen Peters · amb Suppenkasper                     | Regne UnitCharlotte Fry · amb Everdale · Carl Hester · amb En Vogue · Charlotte Dujardin · amb Gio                       |
| Concurs complet individual detalls   | Julia Krajewski · amb Amande de B'Neville (GER)                                                                        | Tom McEwen · amb Toledo de Kerser (GBR)                                                                                          | Andrew Hoy · amb Vassily de Lassos (AUS)                                                                                 |
| Concurs complet per equips detalls   | Regne UnitLaura Collett · amb London 52 · Tom McEwen · amb Toledo de Kerser · Oliver Townend · amb Ballaghmore Class   | AustràliaKevin McNab · amb Don Quidam · Andrew Hoy · amb Vassily de Lassos · Shane Rose · amb Virgil                             | FrançaNicolas Touzaint · amb Absolut Gold · Karim Laghouag · amb Triton Fontaine · Christopher Six · amb Totem de Brecey |
| Salts d'obstacles individual detalls | Ben Maher · amb Explosion W (GBR)                                                                                      | Peder Fredricson · amb All In (SWE)                                                                                              | Maikel van der Vleuten · amb Beauville Z (NED)                                                                           |
| Salts d'obstacles per equips detalls | Suècia · Henrik von Eckermann · amb King Edward · Malin Baryard-Johnsson · amb Indiana · Peder Fredricson · amb All In | Estats Units · Laura Kraut · amb Baloutinue · Jessica Springsteen · amb Don Juan van de Donkhoeve · McLain Ward · amb Contagious | Bèlgica · Pieter Devos · amb Claire Z · Jérôme Guery · amb Quel Homme de Hus · Grégory Wathelet · amb Nevados S          |

## Medaller
| Posició | País          | Or | Plata | Bronze | Total |
| 1       | Alemanya      | 3  | 1     | 0      | 4     |
| 2       | Regne Unit    | 2  | 1     | 2      | 5     |
| 3       | Suècia        | 1  | 1     | 2      | 4     |
| 4       | Estats Units  | 0  | 2     | 0      | 2     |
| 5       | Austràlia     | 0  | 1     | 1      | 2     |
| 6       | Bèlgica       | 0  | 0     | 1      | 1     |
| 6       | França        | 0  | 0     | 1      | 1     |
| 6       | Països Baixos | 0  | 0     | 1      | 1     |
| Total   | Total         | 6  | 6     | 6      | 18    |